# Mantena
Mantena är en kommun i Brasilien.   Den ligger i delstaten Minas Gerais, i den sydöstra delen av landet, 800 km öster om huvudstaden Brasília. Antalet invånare är 27 115.
Omgivningarna runt Mantena är huvudsakligen savann. Runt Mantena är det ganska tätbefolkat, med 70 invånare per kvadratkilometer.